# 居辛附近新施蒂夫特
居辛附近新施蒂夫特是奥地利布尔根兰州居辛县的一个市镇。总面积11.44平方公里，总人口566人，人口密度49.5人/平方公里（2001年）。